# Вулиця Дибенка (станція метро)
59°54′26″ пн. ш. 30°29′00″ сх. д. / 59.90722° пн. ш. 30.48333° сх. д.
«Вулиця Дибенка» (рос. Улица Дыбенко) — кінцева станція Правобережної лінії Петербурзького метрополітену. Відкрита 1 жовтня 1987 у складі ділянки «Проспект Більшовиків» — «Вулиця Дибенко». Найменування отримала по розташуванню на однойменній вулиці.

## Технічна характеристика
Конструкція станції — колонно-стінова трисклепінна глибокого закладення (глибина закладення — 65 м)
Ряди колон перериваються короткими стінками на початку, середині і наприкінці залу. Вихід у місто починається з південного торця станції і здійснюється по чотиристрічковому похилому ходу. При спорудженні похилого ходу довелося вдатися до буро-вибухового способу: на шляху прохідників встала скеля.

## Вестибюль
Наземний вестибюль виконаний у формі чотирикутника, з високим заскленим гранітним порталом (вітражна площина заглиблена в об'єм павільйону), влаштованим на скошеному розі, який орієнтований до перехрестя і розташовується на території парку імені Єсеніна. Стіни оздоблені вапняком. Автори відмовилися від традиційного підходу враховувати роль оточення. Вони не вписали, а протиставили об'єкт середовищу. У результаті з'явилося помпезна, прямокутна в плані будівля з височенним гранітним порталом. Ідея павільйону запозичена у станції «Обухово», має складну форму, в яку вписана типова сфера внутрішнього вестибюля, що захищає людей від авіанальоту. Між зовнішніми стінами і внутрішньої сферою розташований прохід для пасажирів, каси метрополітену та ларьки преси. Ескалаторний зал перекритий залізобетонним куполом. Спрямована вгору баня підсвічується масивним «фартухом», що оперізовує зал навколо.
Вихід у місто — на проспект Більшовиків, вулицю Дибенко, до парку імені Єсеніна.

## Колійний розвиток
Станція має 5 стрілочних переводів, перехресний з'їзд, 2 станційних колії для обороту та відстою рухомого складу і 1 колія для відстою рухомого складу.
Правобережну лінію ще в радянські роки планувалося продовжити до станції «Кудрове», а потім — в ТЧ-7 «Правобережне». Тому було побудовано 600 метрів тунелю по першій колії. На середину 2010-х тунель законсервовано.

## Оздоблення
Колони станції оздоблені темно-сірим гранітом. Колійні стіни викладено біло-жовтим мармуром. Біле склепіння підземного залу підсвічується закарнізний лампами. Станція прикрашена мозаїчними композиціями «Символи революції» з природного каменю (художники І. Г. Уралов, С. Н. Рєпін, М. П. Фомін, В. В. Сухов). Свідомо входячи в гру з часом, в мозаїках використовуються лапідарні гіпертрофовані символи та графічні ритми революційної епохи — серп, молот, полум'я, багнет, сніп, стяг. На панно в глухому торці станції зображена молода, одягнена в шкірянку жінка, з гвинтівкою в одній руці і книгою з гаслом «СВОБОДА МИР БРАТСТВО РІВНІСТЬ ТРУД» в інший, що уособлює молоду Радянську республіку. Все разом це створює складний і переконливий пластичний архітектурно-художній образ.

## Ресурси Інтернету
- «Вулиця Дибенка» на metro.vpeterburge.ru [Архівовано 16 грудня 2013 у Wayback Machine.] (рос.)
- «Вулиця Дибенка» на ometro.net(рос.)
- «Вулиця Дибенка» на форумі SubwayTalks.ru [Архівовано 7 квітня 2014 у Wayback Machine.] (рос.)
- Санкт-Петербург. Петроград. Ленінград: Енциклопедичний довідник. «Вулиця Дибенка» (рос.)